# Boreš (1091)
Boreš († po 1091) byl družiník českého knížete Břetislava II.
Jeho otcem byl jistý Olen. V roce 1091 při tažení na Moravu velmož Zderad urazil Břetislava II., mladého syna českého krále Vratislava II. Břetislav proto své družiníky Boreše a sourozence Nožislava a Držikraja podle Kosmovy kroniky pověřil, aby poté, co Zderada sám vyláká z tábora a do tváře mu hodí rukavici, což mělo být jakési znamení, mají ho zabít, a to se pak skutečně stalo:
| „                       | Vyzdvihnou vysoko trojím kopím Zderada, an se marně pokoušel o útěk, udeří jím jako otepí o zemi, kopyty svých koní ho pošlapou, opět a opět do něho bijí a pak přibodnou jeho tělo kopími k zemi. | “ |
| — Kosmova kronika česká | |   |

Boreš měl patrně syna Olena. Zřejmě byl nějak spřízněný s rodem Hrabišiců.